# ラブミーチャン記念
ラブミーチャン記念（ラブミーチャンきねん）は、岐阜県地方競馬組合が笠松競馬場で施行する地方競馬の重賞競走（SPI）である。正式名称は「スポーツニッポン杯 ラブミーチャン記念」、スポーツニッポン新聞社が優勝杯を提供している。

## 概要
1977年にサラブレッド系3歳（現2歳）牝馬の東海（笠松・愛知）所属馬限定の重賞競走「プリンセス特別」として創設。1992年に競走名が「サラ・プリンセス特別」となる。1996年からは東海地区重賞格付け制度施行によりSPIII（スーパープレステージスリー）に格付けされた。
2009年からは「サラ」の冠が取れ、名称が現在の「スポーツニッポン杯 プリンセス特別」に変更された。なお同様の趣旨の競走にアングロアラブ系2歳牝馬の東海所属馬限定の重賞競走「アラ・プリンセス特別」が笠松競馬場で施行されていたがこちらは1991年に創設され、1995年をもって廃止となっている。
2010年からGRANDAME-JAPAN・2歳シーズンに指定され、更にSPIIIからSPIに格上げされた。
2014年より、笠松競馬場に所属していたラブミーチャンの功績を称え、名称を「ラブミーチャン記念」に変更、回次も第1回に戻る。笠松競馬場で開催される競走馬を冠した記念競走はオグリキャップ記念、ライデンリーダー記念に続き、3つ目となる。
施行距離は長らくダート1400mで施行されていたが、2010年からはダート1600mで施行されている。
出走条件は創設当初から2004年までは東海所属馬、2005年のみ北陸・東海・近畿所属馬、2006年からは北陸・東海・近畿・中国所属馬、2010年からは地方競馬全国交流競走となる。馬齢はいずれもサラブレッド系2歳牝馬。

### 条件・賞金（2024年）
出走条件
サラブレッド系2歳牝馬オープン、地方全国交流。
出走枠は、他地区所属馬が5頭以下、東海地区所属馬が5頭以上（原則笠松3頭以上、名古屋2頭以下）と定められている。
負担重量
別定（54kg）
賞金額
1着500万円、2着175万円、3着100万円、4着50万円、5着25万円、着外5万円。
副賞
スポーツニッポン新聞社賞、全国公営競馬主催者協議会会長賞、（公社）日本軽種馬協会会長賞、岐阜県地方競馬組合管理者賞。

## 歴史
- 1977年 - 笠松競馬場のダート1400mのサラブレッド系3歳（現2歳）牝馬の東海所属馬限定の重賞競走「スポーツニッポン杯 サラ・プリンセス特別」として創設。
- 1979年 - 施行時期を11月から12月に変更。
- 1992年 - 施行時期を12月から11月に戻す。
- 1996年 - 東海地区重賞格付け制度施行によりSPIIIに格付け。
- 2001年 - 馬齢表示の国際基準への変更に伴い、出走条件を「サラブレッド系3歳牝馬の東海所属馬」から「サラブレッド系2歳牝馬の東海所属馬」に変更。
- 2005年 - 当年のみ、北陸・東海・近畿地区交流競走として施行され、出走条件を「サラブレッド系2歳牝馬の北陸・東海・近畿所属馬」に変更。
- 2006年 - この年から北陸・東海・近畿・中国地区交流競走として施行され、出走条件を「サラブレッド系2歳牝馬の北陸・東海・近畿・中国所属馬」に変更。
- 2009年 - 名称を「スポーツニッポン杯 プリンセス特別」に変更。
- 2010年
  - 施行距離を現在のダート1600mに変更。
  - この年から地方競馬全国交流競走として施行され、出走条件を「サラブレッド系2歳牝馬の地方所属馬」に変更。
  - GRANDAME-JAPAN・2歳シーズンに指定。
  - SPIに格上げ。
- 2014年 - 名称を「ラブミーチャン記念」に変更。回次は通算されず、第1回となる。
- 2018年 - 「スポーツニッポン創刊70周年記念杯」の名を冠して施行。
- 2021年 - 施行時期を11月から10月に変更。
- 2022年 - 施行時期を10月から11月に戻す。
- 2023年 - 「創刊75周年記念スポーツニッポン杯」の名を冠して施行。

### 歴代優勝馬
馬齢は2000年以前についても現表記を用いる。
すべて笠松競馬場ダートコースでの施行。

#### プリンセス特別
| 回数   | 施行日         | 距離  | 優勝馬             | 性齢 | 所属   | タイム | 優勝騎手 | 管理調教師 |
| ------ | -------------- | ----- | ------------------ | ---- | ------ | ------ | -------- | ---------- |
| 第1回  | 1977年11月23日 | 1400m | エバーローランド   | 牝2  | 笠松   | 1:34.0 | 南輝幸   | 山中敏彦   |
| 第2回  | 1978年11月22日 | 1400m | ハツシンジユエル   | 牝2  | 笠松   | 1:31.5 | 味坂勲   | 松村友二   |
| 第3回  | 1979年12月9日  | 1400m | ユミコウジ         | 牝2  | 笠松   | 1:31.0 | 安藤勝己 | 梶原軍造   |
| 第4回  | 1980年12月7日  | 1400m | コマツミサキ       | 牝2  | 笠松   | 1:31.4 | 井上孝彦 | 荒川友司   |
| 第5回  | 1981年12月13日 | 1400m | ミエノダンサー     | 牝2  | 笠松   | 1:32.4 | 川原正一 | 後藤四季治 |
| 第6回  | 1982年12月12日 | 1400m | カイソクワン       | 牝2  | 愛知   | 1:31.1 | 原口次夫 | 錦見勇夫   |
| 第7回  | 1983年12月18日 | 1400m | セイランレデイ     | 牝2  | 笠松   | 1:31.5 | 安藤勝己 | 高田勝良   |
| 第8回  | 1984年12月9日  | 1400m | ヤングパンサー     | 牝2  | 笠松   | 1:31.2 | 安藤光彰 | 田邉睦雄   |
| 第9回  | 1985年12月8日  | 1400m | スペクテイター     | 牝2  | 笠松   | 1:30.2 | 伊藤浩臣 | 小井土金一 |
| 第10回 | 1986年12月14日 | 1400m | ホクテンヒユーマ   | 牝2  | 笠松   | 1:29.9 | 井上孝彦 | 荒川友司   |
| 第11回 | 1987年12月6日  | 1400m | ハロープリンセス   | 牝2  | 笠松   | 1:30.7 | 安藤勝己 | 後藤保     |
| 第12回 | 1988年12月14日 | 1400m | リユウコウエンゼル | 牝2  | 愛知   | 1:32.6 | 原口次夫 | 磯村林三   |
| 第13回 | 1989年12月13日 | 1400m | ベンテンプツシヤー | 牝2  | 笠松   | 1:30.3 | 伊藤強一 | 神部幸夫   |
| 第14回 | 1990年12月12日 | 1400m | タツミモンブラン   | 牝2  | 笠松   | 1:33.9 | 横山誠   | 中山義宣   |
| 第15回 | 1991年12月11日 | 1400m | アソパンサー       | 牝2  | 笠松   | 1:31.6 | 川原正一 | 後藤保     |
| 第16回 | 1992年11月4日  | 1400m | ホクテンホウ       | 牝2  | 笠松   | 1:32.4 | 井上孝彦 | 高田勝良   |
| 第17回 | 1993年11月4日  | 1400m | オグリローマン     | 牝2  | 笠松   | 1:28.9 | 安藤勝己 | 鷲見昌勇   |
| 第18回 | 1994年11月6日  | 1400m | ライデンリーダー   | 牝2  | 笠松   | 1:28.6 | 安藤勝己 | 荒川友司   |
| 第19回 | 1995年11月5日  | 1400m | ゴーテンジョウ     | 牝2  | 笠松   | 1:30.6 | 川原正一 | 山中敏彦   |
| 第20回 | 1996年11月21日 | 1400m | グレイキュウ       | 牝2  | 笠松   | 1:32.4 | 村井栄治 | 原隆男     |
| 第21回 | 1997年11月19日 | 1400m | ライデンガール     | 牝2  | 笠松   | 1:31.1 | 仙道光男 | 岩崎幸紀   |
| 第22回 | 1998年11月5日  | 1400m | ミホノミンクス     | 牝2  | 笠松   | 1:31.7 | 東川公則 | 粟津豊彦   |
| 第23回 | 1999年11月21日 | 1400m | トスターバロン     | 牝2  | 笠松   | 1:30.8 | 東川公則 | 後藤保     |
| 第24回 | 2000年11月21日 | 1400m | マスターワーク     | 牝2  | 笠松   | 1:29.9 | 安藤勝己 | 鈴木良文   |
| 第25回 | 2001年11月21日 | 1400m | アイムクイーン     | 牝2  | 笠松   | 1:29.3 | 吉田稔   | 伊藤勝好   |
| 第26回 | 2002年11月6日  | 1400m | トキノホーマ       | 牝2  | 笠松   | 1:29.2 | 安藤光彰 | 柳江仁     |
| 第27回 | 2003年11月5日  | 1400m | メジャーガール     | 牝2  | 笠松   | 1:29.7 | 安藤光彰 | 柳江仁     |
| 第28回 | 2004年11月5日  | 1400m | ミツアキチーター   | 牝2  | 笠松   | 1:31.6 | 東川公則 | 後藤保     |
| 第29回 | 2005年11月9日  | 1400m | ミヤビダンサー     | 牝2  | 笠松   | 1:29.4 | 土田龍也 | 柳江仁     |
| 第30回 | 2006年11月8日  | 1400m | フジノビビアン     | 牝2  | 笠松   | 1:30.7 | 濱口楠彦 | 後藤保     |
| 第31回 | 2007年11月6日  | 1400m | カキツバタフェロー | 牝2  | 笠松   | 1:30.4 | 阪上忠匡 | 森山英雄   |
| 第32回 | 2008年11月13日 | 1400m | ニュースターガール | 牝2  | 笠松   | 1:29.3 | 阪上忠匡 | 森山英雄   |
| 第33回 | 2009年11月12日 | 1400m | サイバーモール     | 牝2  | 兵庫   | 1:29.5 | 安部幸夫 | 橋本忠男   |
| 第34回 | 2010年11月25日 | 1600m | ミラノボヴィッチ   | 牝2  | 笠松   | 1:42.3 | 濱口楠彦 | 柳江仁     |
| 第35回 | 2011年12月12日 | 1600m | タッチデュール     | 牝2  | 笠松   | 1:43.0 | 大原浩司 | 山中輝久   |
| 第36回 | 2012年11月20日 | 1600m | カツゲキドラマ     | 牝2  | 笠松   | 1:44.1 | 尾島徹   | 柴田高志   |
| 第37回 | 2013年11月21日 | 1600m | カクシアジ         | 牝2  | 北海道 | 1:42.5 | 東川公則 | 田中淳司   |

#### ラブミーチャン記念
| 回数   | 施行日         | 距離  | 優勝馬             | 性齢 | 所属   | タイム | 優勝騎手 | 管理調教師 | 馬主                           |
| ------ | -------------- | ----- | ------------------ | ---- | ------ | ------ | -------- | ---------- | ------------------------------ |
| 第1回  | 2014年11月11日 | 1600m | ジュエルクイーン   | 牝2  | 北海道 | 1:42.0 | 阪野学   | 田中正二   | 杉山忠国                       |
| 第2回  | 2015年11月10日 | 1600m | ミスミランダー     | 牝2  | 北海道 | 1:42.9 | 吉井友彦 | 松本隆宏   | （有）新生ファーム             |
| 第3回  | 2016年11月8日  | 1600m | ヤマミダンス       | 牝2  | 金沢   | 1:43.2 | 青柳正義 | 中川雅之   | 山下幹夫                       |
| 第4回  | 2017年11月9日  | 1600m | チェゴ             | 牝2  | 笠松   | 1:43.9 | 佐藤友則 | 井上孝彦   | （有）新生ファーム             |
| 第5回  | 2018年11月8日  | 1600m | ボルドープラージュ | 牝2  | 笠松   | 1:41.6 | 岡部誠   | 笹野博司   | シグラップ・マネジメント（株） |
| 第6回  | 2019年11月7日  | 1600m | テーオーブルベリー | 牝2  | 北海道 | 1:42.2 | 川原正一 | 田中淳司   | 小笹公也                       |
| 第7回  | 2020年11月5日  | 1600m | ラジアントエンティ | 牝2  | 北海道 | 1:43.8 | 吉村智洋 | 角川秀樹   | 小林祥晃                       |
| 第8回  | 2021年10月28日 | 1600m | エムティアンジェ   | 牝2  | 金沢   | 1:43.0 | 栗原大河 | 佐藤茂     | 田中竜雄                       |
| 第9回  | 2022年11月1日  | 1600m | ボヌールバローズ   | 牝2  | 大井   | 1:43.0 | 赤岡修次 | 福永敏     | 猪熊広次                       |
| 第10回 | 2023年11月9日  | 1600m | ヴィヴィアンエイト | 牝2  | 北海道 | 1:42.4 | 岡部誠   | 齊藤正弘   | 渡邉文子                       |
| 第11回 | 2024年11月19日 | 1600m | エバーシンス       | 牝2  | 愛知   | 1:42.8 | 細川智史 | 角田輝也   | 古賀和夫                       |

#### 各回競走結果の出典
- ラブミーチャン記念　歴代優勝馬 - 地方競馬全国協会
- JBISサーチ
  - 2014年、2015年、2016年、2017年、2018年、2019年、2020年、2021年、2022年、2023年、2024年